# 汐留メディアタワー
汐留メディアタワー（しおどめメディアタワー）は、一般社団法人共同通信社が東京都港区東新橋（汐留シオサイト）に建設した超高層ビル。共同通信社の本社が1 - 23階、パークホテル東京が25 - 34階に入る。
平成15年照明普及賞 優秀施設賞、第46回BCS賞、2004年度第17回日経ニューオフィス賞 ニューオフィス推進賞をそれぞれ受賞している。

## 概要
汐留シオサイトのE街区に共同通信社が新本社ビルを建設すべく、「（仮称）共同通信社新本社ビル・アネックス建設工事」がプロジェクトとして立ち上がり、1999年4月12日、新本社ビルの設計業者は5社の見積もり検討で鹿島建設に決定。その後、芝パークホテルが高層部に姉妹ホテルを初めて開設することが決まり、2000年10月24日に着工し、2003年7月17日に竣工式を迎え、9月1日、高層部に「パークホテル東京」が開業した。
建物は地下4階、地上34階建て。低層部には汐留の中心地区の交差点に面する立地に応え、高架を走るゆりかもめの車両の天井と同じ高さを持つ開放的なアトリウムが設けられている。そこはニュースアートという空間として用いられ、最新のニュースの提供と共に、通信社業務の紹介や企画展などが催され、一般に公開されている。オフィスの中層部6層は中央の吹抜けと開放階段でつながり、行き来の良さはもちろんのこと報道フロアとしての一体感が共有されている。
25階から上に入るパークホテル東京は、宿泊特化型で、全客室を外部にぐるりと配した眺望の良さと、その内側の都内最大級の大きさのアトリウムが特徴である。
汐留E街区のプロジェクトマネジメント業務は、三井不動産が担い、汐留メディアタワーに先立って竣工した「汐留メディアタワー・アネックス」（事業主：共同通信社、2001年11月竣工）、「トッパンフォームズビル」（事業主：トッパン・フォームズ、2003年4月竣工）の建物配置計画等におけるマネジメントを手掛けた。なお、三井不動産は竣工後の汐留メディアタワーのプロパティマネジメントも共同通信社から受託している。

## テナント

### メディアタワー
オフィス
- 共同通信社（5 - 23階）
  - News Art フォトオアシス（1階）
  - News Art Cafe（1階）
  - News Art メモリーワールド（2階）
  - News Art ギャラリーウォーク（3階）

- AP通信社 東京支局
- 聯合ニュース 東京支局

ホテル

### アネックス
オフィス
- 日仏文化協会（1、4階）
  - 日仏文化協会 翻訳センター（2階）

- 三菱地所プロパティマネジメント
- 共同通信イメージズ（3階）
- 共同通信システム（5階）
- 共同通信社（6 - 8階）

商業施設
- 汐留ホール（1階）